# Stone Age
Stone Age ist ein von Spieleautor Michael Tummelhofer (Pseudonym von Bernd Brunnhofer) entwickeltes und im Verlag Hans im Glück im Jahr 2008 erschienenes Brettspiel, bei dem sich Würfelglück, Strategie und Taktik die Waage halten. Bei dem Worker-Placement-Spiel versuchen die Spieler jeweils, ihren eigenen Stamm von Steinzeitmenschen aufzubauen und mit Nahrung und Ressourcen zu versorgen sowie damit möglichst viele Siegpunkte zu erreichen.
Die Illustration des Spielplans und der Karten stammt von Michael Menzel. Das Spiel wurde für das Spiel des Jahres 2008 nominiert und war im gleichen Jahr eins der vier Spiele bei der deutschen Brettspielmeisterschaft. Für 2010 wurde es als Familienspiel für die Qualifikation zur DM ausgewählt.

## Thema und Spielmaterial
Das Spiel ist in der Steinzeit angesiedelt. Zwei bis vier Familien sichern sich ihr Überleben durch Nahrungsbeschaffung, Vermehrung und Werkzeugbau. Wem dies am effektivsten gelingt, gewinnt das Spiel.
Neben dem Spielplan und den vier Spieler-Tableaus befinden sich im Spiel als Zubehör noch:
- 58 Rohstoffe aus Holz
- 40 Personen in 4 Farben
- 8 Marker aus Holz in 2 Größen
- 53 Nahrungsplättchen
- 28 Gebäudeplättchen
- 18 Werkzeugplättchen
- 1 Startspielerfigur
- 36 Zivilisationskarten
- 7 Würfel mit Becher

## Regeln
Zu Beginn besitzt jeder Mitspieler fünf Spielfiguren. Er ist gehalten, Nahrung zu suchen (Steppe) und Rohstoffe zu sammeln (Holz schlagen im Wald, Lehm fördern in der Tongrube, Steine klopfen im Gebirge und Gold waschen im Fluss). Des Weiteren kann er Äcker anlegen, Werkzeuge herstellen und Nachkommen zeugen. Mit der Nahrung versorgt man seinen Stamm, mit den gesammelten Rohstoffen können Hütten gebaut oder Zivilisationskarten gekauft werden. Für alle diese Aktivitäten muss man eine oder mehrere Spielfiguren auf den entsprechenden Platz auf dem Spielplan stellen. Baubare Hütten und kaufbare Zivilisationskarten liegen auf dem Spielplan aus. Bei den Hütten gibt es pro Spieler einen Stapel von 7 Hütten; die Zivilisationskarten liegen auf 4 Feldern.
Am Rand des Spielplanes verläuft eine Kramerleiste mit den Werten von 0 bis 99, um die erreichten Siegpunkte zu zählen.
- Die Runde beginnt damit, Spielfiguren auf die möglichen Plätze des Spielfeldes zu setzen. Damit dies fair abläuft, gibt es eine „Häuptling“ Karte, die nach jeder Runde weitergegeben wird; wer den Häuptling hat, beginnt mit dem Setzen. Es wird reihum gesetzt, jeweils so viele Spielfiguren wie möglich oder gewünscht auf einen der möglichen Plätze. Nahrung zu suchen ist beliebig vielen Spielfiguren möglich. Auf Rohstofffeldern können bis zu 7 Figuren stehen und in der Liebeshütte halten sich immer 2 Figuren auf. An allen anderen Plätzen kann immer nur eine Figur stehen. Spielen weniger als 4 Spieler, gibt es noch weitere Einschränkungen. Wenn alle Spieler ihre Figuren gesetzt haben, beginnt die Auswertung.
- Zum Erwerb von Nahrung und Rohstoffen würfelt man mit so vielen Würfeln, wie man Steinzeitmenschen auf den entsprechenden Platz gestellt hat. Zu den erreichten Punkten kann man noch die Werkzeuge addieren, die man hergestellt hat. Den Wert teilt man durch den Rohstoffpreis (von 2 für Nahrung bis 6 für Gold), der Quotient ist die Menge, die man erhält.
- Wer eine der Hütten in der Spielfeldmitte besetzt hat (Acker, Werkzeug oder 2 Figuren in der Liebeshütte) bekommt dafür einen Punkt auf der Ackerbau-Zählleiste, einen Werkzeugchip oder eine neue Spielfigur. Maximal sind zehn Familienmitglieder (Spielfiguren) möglich.
- Hat man genug Rohstoffe gesammelt und eine Spielfigur auf eine der ausliegenden Hütten oder Zivilisationskarten gestellt, so kann man diese Hütte bauen bzw. diese Karte kaufen. Für Hütten bekommt man den Wert der eingesetzten Rohstoffe sofort als Siegpunkte gutgeschrieben, Zivilisationskarten können unterschiedliche Auswirkungen haben (Rohstoffe, Siegpunkte, Nahrung), hier heißt es klug auswählen.
- Die Reihenfolge, in der ein Spieler seine Spielfiguren auswertet, ist ihm überlassen. Da man erhaltene Werkzeuge oder Rohstoffe sofort einsetzen kann, ist die Auswertungsreihenfolge zuweilen entscheidend.
- Am Ende einer Runde muss man pro Familienmitglied eine Einheit Nahrung abgeben (auch für ein Neugeborenes dieser Runde). Hat man Äcker angelegt, benötigt man pro Ackerbaupunkt eine Nahrungseinheit weniger. Reichen die Nahrungsvorräte nicht aus, kann man die fehlende Nahrung durch einen 1:1 Tausch von Rohstoffen erhalten oder man lässt seine Familie hungern und bezahlt zur Strafe zehn Siegpunkte.
- Zum Schluss werden die ausliegenden Zivilisationskarten wieder aufgefüllt, die Häuptlingsfigur weitergegeben und die nächste Runde beginnt.
- Das Spiel endet, wenn einer der Hüttenstapel leer ist oder die 4 Zivilisationskartenfelder nicht mehr aus dem Vorrat von 36 Karten aufgefüllt werden können. Es erfolgt eine Schlusswertung, in der es Siegpunkte je nach den gesammelten Zivilisationskarten gibt, sowie noch einen Punkt pro Rohstoff im Vorrat.

Jeder Mitspieler besitzt einen eigenen kleinen Spielplan, auf dem er seine erworbenen Nahrung und Schätze, seine Werkzeuge und seine gebauten Hütten sammelt.

## Ausgaben und Erweiterungen
Das Spiel wurde 2008 von dem Verlag Hans im Glück sowie international von mehreren weiteren Spieleverlagen veröffentlicht. 2018 erschien eine Jubiläumsversion des Spiels, in der auf dem doppelseitig bedruckten Spielplan neben der Standardversion auch eine Winterversion enthalten ist.
Daneben erschienen mehrere Erweiterungen für das Spiel:
Neue HüttenDie Mini-Erweiterung Neue Hütten lag zusammen mit der Mini-Erweiterung Die Kultstätte für das Spiel Carcassonne dem Ende August 2008 erschienen Hans-im-Glück-Almanach bei. Diese sechs Karten sind auch Inhalt der offiziellen Erweiterung Stone Age - Mit Stil zum Ziel.
Stone Age - Mit Stil zum Ziel2011 erschien die Erweiterung Stone Age - Mit Stil zum Ziel. Sie erweitert das bekannte Spielprinzip um Seinen Händler. Von diesen kann man Schmuck erhalten und mit diesem Rohstoffe in Bessere tauschen. Die Erweiterung ergänzt das Spiel um einen neuen Platz im Dorf, neue Karten und neue Hütten und ermöglicht nun auch das Spielen zu fünft.
Das CasinoDie zweite Mini-Erweiterung Das Casino beinhaltet zwei neue Hütten. Sie liegt der ersten Erweiterung für das Spiel Russian Railroads bei; kann jedoch auch separat erworben werden.
2016 wurde zudem mit Stone Age Junior eine Kinderversion des Spiels veröffentlicht. Das von Marco Teubner entwickelte Spiel erhielt im gleichen Jahr den Kritikerpreis Kinderspiel des Jahres sowie die Essener Feder.
2018 erschien eine Jubiläumsedition aus Anlass des 10-jährigen Jubiläums, die den Spielplan in einer Sommer- und Winterversion sowie die Mini-Erweiterungen „Die Iglus“ und „Die wilden Tiere“ enthält.

## Kritik
Der Journalist Edwin Ruschitzka schrieb zum Spiel:

„Die […] Nähe zu „Die Säulen der Erde“ ist auffallend, allerdings hat der Autor bereits an „Stone Age“ gearbeitet, als „Die Säulen der Erde“ noch nicht erschienen war […]. Was an Stone Age besonders gefällt, ist das Material […] da haben alle Rohstoff-Spielsteine unterschiedliche Formen. Und auch der detailverliebte Spielplan ist gelungen.“

Zur sogenannten Hungerstrategie (der Spieler nimmt bewusst Strafpunkte für Unterernährung in Kauf und versucht anderweitig Punkte zu sammeln) gibt es kritische Anmerkungen und mögliche Regelergänzungen.